# Columns III: Revenge of Columns
Columns III: Revenge of Columns (jap. コラムスIII：対決！コラムスワールド) ist ein vom Entwicklerstudio Sega für Arcade und Sega Mega Drive entwickeltes Geschicklichkeitsspiel. Es ist der dritte Teil der Columns-Reihe.

## Spielprinzip
Columns III ist ein Geschicklichkeitsspiel Spiel für  bis zu zwei Spieler. Ähnlich wie in Tetris besteht das Spielfeld aus einem Rechteck, in das der Spieler verschiedene Spielsteine einordnet. Ebenso kann dieser durch bestimmte Zuordnungen Steine aus dem Spiel werfen. Das Spiel wird beendet, falls ein Stein die obere Kante des Rechtecks berührt. Es gibt auch neue Einweggegenstände, die im Einzelspielermodus erhältlich sind, z. B. Barriere, Schwergewicht, Magischer Edelstein und Sanduhr. Diese können im Pausenmenü durch Drücken der Start-Taste aufgerufen werden. Sanduhren dienen als Fortsetzungen und ermöglichen einen Rückkampf, wenn der Gegner zweimal gewinnt.
Der Einzelspieler-Story-Modus verfügt über drei Schwierigkeitsstufen: leicht, mittel und schwer. Der Schwierigkeitsgrad wirkt sich auch darauf aus, auf wie viele Level man zugreifen kann.

## Veröffentlichung
Columns III erschien in Japan am 15. Oktober 1993. In den Vereinigten Staaten kam das Spiel am 25. März 1994 raus. 2002 war das Spiel einer der ersten Sega-Titel, die im Rahmen der kurzlebigen Vereinbarung von Sega mit dem Download-Dienst RealOne Arcade veröffentlicht wurden. Am 2. Mai 2008 erschien das Spiel das erste Mal in Europa für die Nintendo Wii Virtual Console. In den Vereinigten Staaten kam das Spiel am 4. Februar 2008 und in Japan am 11. Dezember 2007.

## Rezeption
Das Spiel erhielt überwiegend durchschnittliche Kritiken. Electronic Gaming Monthly gab positive Bewertungen ab und erklärte: „Hier ist ein weiteres sehr süchtig machendes Spiel mit einem Thema, das Spielen wie Tetris und Pac Attack ähnelt.“ Andere Kritiker wie IGN und Eurogamer gaben dem Spiel eine schlechte Bewertung.